# Алегзандър Маккол Смит
Алегзандър (Санди) Маккол Смит (на английски: Alexander (Sandy) McCall Smith) е шотландски писател, почетен професор по медицинско право в Единбургския университет. Автор е на детска и криминална литература – създател е на криминалната поредица „Дамска детективска агенция № 1“.

## Биография
Алекзандър Маккол Смит е роден на 24 август 1948 г. в Булавейо в тогавашната британска колония Южна Родезия (днес независимата държава Зимбабве), където баща му работи като прокурор. Учи в Колежа на християнските братя „Свети Патрик“, след което заминава за Шотландия. Завършва право в Единбургския университет, където получава докторска степен по право. Започва работа като преподавател в Кралския университет в Белфаст, Северна Ирландия. По време на престоя си там започва да публикува детски книги.
Завръща се в Южна Африка през 1981 г. и става преподавател в Университета на Ботсуана. През 1984 г. се връща в Шотландия и се установява в Единбург, където живее и до днес, с жена си Елизабет, която е лекарка, и дъщерите им Люси и Емили. Става професор по медицинско право в Единбургския университет. Свири на фагот в „Наистина ужасния оркестър“ (The Really Terrible Orchestra).
Той е бивш председател на Комитета по етика на British Medical Journal, бивш заместник-председател на Комисията за човешка генетика на Обединеното кралство, бивш член на Международната комисия по биоетика на ЮНЕСКО. След като се утвържада като писател, се отказа от тези ангажименти.
През декември 2006 г. става рицар на Ордена на Британската империя. През юни 2007 г. на церемония в чест на 300-годишнината на Единбургския университет е удостоен с титлата почетен доктор по право.

## Литературни награди
- 1999: две специални препоръки от журито на наградата „Букър“ (Two Booker Judges' Special Recommendations);
- 2003: наградата „Сага“ за хумористична литература, известна и като „Сребърен Букър“ (Saga Award for Wit);
- 2003: награда „Духът на Шотландия“ (Spirit of Scotland Award for Writing);
- 2004: награда „Автор на годината“ на British Book Awards;
- 2004: награда „Автор на годината“ на Booksellers’ Association;
- 2004: награда „Автор на годината“ на Waterstones;
- 2004: награда „Кинжал за най-добър автор на криминални романи“ на Crime Writers’ Association’s Dagger in the Library Award.

## Избрани произведения

### Поредица „Дамска детективска агенция № 1“  (The No. 1 Ladies' Detective Agency)
1. The No.1 Ladies' Detective Agency  (1998)
Дамска детективска агенция № 1, изд. „Изток-Запад“, София (2004), прев. Милен Русков
2. Tears of the Giraffe (2000)
Сълзите на жирафа, изд. „Изток-Запад“, София (2004), прев. Милена Попова
3. Morality for Beautiful Girls (2001)
Морал за красиви момичета, изд. „Изток-Запад“, София (2005), прев. Ирена Петрова
4. The Kalahari Typing School for Men (2002)
Школа по машинопис за мъже „Калахари“, изд. „Изток-Запад“, София (2006), прев. Весела Василева
5. The Full Cupboard of Life (2003)
Пълният бюфет на живота, изд. „Изток-Запад“, София (2011), прев. Весела Василева
6. In the Company of Cheerful Ladies (2004)
Във весела женска компания, изд. „Изток-Запад“, София (2004), прев. Милена Попова
7. Blue Shoes and Happiness (2006)
8. The Good Husband of Zebra Drive (2007)
9. The Miracle at Speedy Motors (2008)
10. Tea Time for the Traditionally Built (2009)
11. The Double Comfort Safari Club (2010)
12. The Saturday Big Tent Wedding Party (2011)
13. The Limpopo Academy of Private Detection (2012)
14. The Minor Adjustment Beauty Salon (2013)
15. The Handsome Man's De Luxe Café (2014)
16. The Woman Who Walked in Sunshine (2015)
17. Precious and Grace (2016)
18. The House of Unexpected Sisters (2017)
19. The Colours of All the Cattle (2018)
20. To the Land of Long Lost Friends (2019)
21. How to Raise an Elephant (2020)
22. The Joy and Light Bus Company (2021)
23. A Song of Comfortable Chairs (2022)
24. From a Far and Lovely Country (2023)
25. The Great Hippopotamus Hotel (2024)
26. In the Time of Five Pumpkins (2025)

- The Slice of No. 1 Celebration Storybook (2013)  – електронна книга

### Поредица „Професор Мориц Мария фон Игелфелд“ (Professor Dr von Igelfeld Entertainments)
1. Portuguese Irregular Verbs (1997)
Португалски неправилни глаголи, изд. „Еднорог“, София (2006), прев. Боряна Джанабетска
2. The Finer Points of Sausage Dogs (2003)
Някои особености на саламовидните кучета, изд. „Еднорог“, София (2009), прев. Боряна Джанабетска
3. At the Villa of Reduced Circumstances (2003)
Вилата на ограничените възможности, изд. „Еднорог“, София (2010), прев. Боряна Джанабетска
4. Unusual Uses for Olive Oil (2011)
5. Your Inner Hedgehog (2021)
6. The Lost Language of Oysters (2025)

- The 2 ½ Pillars of Wisdom (2004) – сборник с първите три романа от поредицата.

### Поредица „Неделният клуб по философия“ (The Sunday Philosophy ClubилиIsabel Dalhousie Mysteries)
1. The Sunday Philosophy Club (2004)
Неделният клуб по философия, изд. „Еднорог“, София (2006), прев. Боряна Джанабетска
2. Friends, Lovers, Chocolate (2005)
Приятели, любовници, шоколад, изд. „Еднорог“, София (2007), прев. Боряна Джанабетска
3. The Right Attitude to Rain (2006)
Правилното отношение към дъжда, изд. „Еднорог“, София (2009), прев. Боряна Джанабетска
4. The Careful Use of Compliments (2007)
За разумната употреба на комплиментите, изд. „Еднорог“, София (2010), прев. Боряна Джанабетска
5. The Comfort of Saturdays (във Великобритания) или The Comforts of a Muddy Saturday (в САЩ) (2008)
Съботни удоволствия, изд. „Еднорог“, София (2013), прев. Боряна Джанабетска
6. The Lost Art of Gratitude (2009)
За благодарността като изгубено умение, изд. „Еднорог“, София (2018), прев. Боряна Джанабетска
7. The Charming Quirks of Others (2010)
Очарователните странности на другите, изд. „Еднорог“, София (2018), прев. Боряна Джанабетска
8. The Forgotten Affairs of Youth (2011)
9. The Uncommon Appeal of Clouds (2012)
10. The Novel Habits of Happines (2015)
11. A Distant View of Everything (2017)
12. The Quiet Side of Passion (2018)
13. The Geometry of Holding Hands (2020)
14. The Sweets Remnants of Summer (2022)
15. The Conditions of Unconditional Love (2024)